# Ruhr in Love
Die Ruhr-in-Love (kurz: RiL) ist ein eintägiges Festival der elektronischen Tanzmusik, das einmal jährlich im Sommer stattfindet. Veranstalter ist die I-Motion GmbH, die insbesondere durch das Festival Nature One bekannt ist. Gründer bzw. Erfinder des Ruhr-in-Love Festivals ist der Schweizer Nikolaus Schär.
Die erste Veranstaltung fand am 28. Juni 2003 im Nordsternpark in Gelsenkirchen mit 17.000 Besuchern statt. Die darauf folgenden Veranstaltungen fanden im OLGA-Park in Oberhausen statt. Die Veranstaltung selbst umfasst mehrere verschiedene Bühnen, sowie einen Main Floor mit namhaften DJs und Live-Acts der Techno-, Trance- und House-Szene. Im Anschluss an die Veranstaltung finden in ausgewählten Clubs und Diskotheken der gesamten Region die offiziellen After-Partys statt. Seit 2003 unterstützt eve&rave Münster e. V. die Veranstaltung mit einem Drogeninformationsstand.
Bei den Veranstaltungen in Oberhausen konnten immer über 20.000, zeitweise auch über 40.000 Besucher gezählt werden.
In den Jahren 2020 und 2021 wurde das Festival aufgrund der anhaltenden COVID-19-Pandemie abgesagt.

## Daten
| Datum          | DJs des Mainfloors                                                                                            | Sonstiges                                               | Besucher |
| -------------- | --- | ------------------------------------------------------- | -------- |
| 28. Juni 2003  | DJ Tomcraft, Tom Novy, Adam Beyer, Afrika Islam, DJ Hooligan                                                  | Nordsternpark Gelsenkirchen 169 DJs und Live-Acts       | 17.000   |
| 26. Juni 2004  | Chris Liebing, The Advent, Adam Beyer, DJ Tomcraft, Tom Novy, Moguai, Marc Vision                             | Umzug in den OLGA-Park Oberhausen 229 DJs und Live-Acts | 20.000   |
| 25. Juni 2005  | Chris Liebing, Michael Paul, Phil Fuldner, Moguai, Hardfloor, Dave Clarke                                     | 292 DJs und Live-Acts                                   | 20.000   |
| 24. Juni 2006  | Chris Liebing, Bad Boy Bill, Tom Novy, Anthony Rother, Martin Heyder, Frank Sonic                             | 300 DJs und Live-Acts                                   | 23.000   |
| 30. Juni 2007  | Chris Liebing, Ante Perry, Felix Kröcher, Moguai, Anthony Rother, Dave Seaman                                 | 300 DJs und Live-Acts                                   | 26.000   |
| 28. Juni 2008  | Chris Liebing, Rank1, Joel Mull, Felix Kröcher, Moonbootica, Phil Fuldner, Martin Heyder                      | 300 DJs und Live-Acts                                   | 29.000   |
| 27. Juni 2009  | Chris Liebing, Simon Patterson, Moguai, Tom Novy, Felix Kröcher, Kollektiv Turmstrasse, Andre Hommen          | 300 DJs und Live-Acts                                   | 41.000   |
| 26. Juni 2010  | Falko Niestolik, Erman Erim, Menno de Jong, Tocadisco, Tom Novy, Felix Kröcher, Sven Wittekind                | 300 DJs und Live-Acts                                   | 40.000   |
| 25. Juni 2011  | Woody van Eyden, Einmusik, Turntablerocker, Tube & Berger, Marco V, Cyberpunkers, Felix Kröcher               | 300 DJs und Live-Acts                                   | 40.000   |
| 30. Juni 2012  | Len Faki, Dennis Sheperd, Ian Carey, Klaudia Gawlas, Tom Novy, Moguai, Laserkraft 3D                          | 300 DJs und Live-Acts                                   | 44.000   |
| 29. Juni 2013  | Klaudia Gawlas, ATB, Phil Fuldner, Ante Perry, Moguai, Felix Kröcher, Oliver Schories, Stefan Dabruck         | 400 DJs und Live-Acts                                   | 46.000   |
| 005. Juli 2014 | 2Elements, Robin Schulz, AKA AKA feat. Thalstroem, Danny Ávila, DBN, Klaudia Gawlas, Torsten Kanzler          | 400 DJs und Live-Acts                                   | 46.000   |
| 27. Juni 2015  | East & Young, DBN, AKA AKA feat. Thalstroem, Oliver Heldens, Gestört aber geil, Felix Kröcher, Klaudia Gawlas | 400 DJs und Live-Acts                                   | 48.000   |
| 02. Juli 2016  | AKA AKA feat. Thalstroem, Oliver Heldens, Klaudia Gawlas, Gestört aber geil, Felix Kröcher, DBN, East & Young | 400 DJs und Live-Acts                                   | 42.000   |
| 01. Juli 2017  | Ostblockschlampen, Lexy & K-Paul -live-, Moksi, Pappenheimer, Cuebrick, LOVRA, Danielle Diaz                  | 400 DJs und Live-Acts                                   | 35.000   |
| 07. Juli 2018  | Ostblockschlampen, Moonbootica, PARTY FAVOR, Kerstin Eden, Cuebrick, Sylvain Armand, Plastik Funk             | 400 DJs und Live-Acts                                   | 37.000   |
| 06. Juli 2019  | Moguai, Will Sparks, Sam Feldt, Max Bering, Pappenheimer, Oliver Magenta, Cuebrick, Steff da Campo            | 400 DJs und Live-Acts                                   | 36.000   |
| 02. Juli 2022  | Will Sparks, OBS, AKA AKA, Mausio, YouNotUs, Da Hool, Sebastian Gnewkow                                       | 350 DJs und Live-Acts                                   | 36.000   |
| 01. Juli 2023  | Lilly Palmer, SHLØMO, MOGUAI, Pretty Pink, YouNotUs, Wankelmut, Basti M                                       | 400 DJs und Live-Acts                                   | 33.000   |